# Замошье (Волховский район)
Замошье — деревня в Бережковском сельском поселении Волховского района Ленинградской области.

## История
На карте Санкт-Петербургской губернии Ф. Ф. Шуберта 1834 года обозначена деревня Замошье, состоящая из 38 крестьянских дворов, близ деревни находилась ветряная мельница.

ЗАМОШЬЕ — деревня принадлежит Казённому ведомству, число жителей по ревизии: 112 м. п., 119 ж. п. (1838 год)

Деревня Замошье из 38 дворов отмечена на карте Ф. Ф. Шуберта 1844 года.

ЗАМОШЬЕ — деревня Ведомства государственного имущества, по просёлочной дороге, число дворов — 55, число душ — 112 м. п. (1856 год)

ЗАМОШЬЕ — деревня казённая при колодце, число дворов — 56, число жителей: 136 м. п., 153 ж. п.; Часовня православная. (1862 год)

В конце XIX — начале XX века, деревня административно относилась к Усадище-Спассовской (Усадищской) волости 2-го стана Новоладожского уезда Санкт-Петербургской губернии.
По данным «Памятной книжки Санкт-Петербургской губернии» за 1905 год деревня Замошье, вместе с деревнями Бережки, Наволок и Хотучи, входила в Замошское сельское общество.
Согласно военно-топографической карте Петроградской и Новгородской губерний издания 1915 года деревня называлась Замощь.
С 1917 по 1919 год деревня входила в состав Усадище-Спасовской волости.
С 1919 по 1923 год деревня Замошье входила в состав Замошенского сельсовета Пролетарской волости Новоладожского уезда.
Согласно карте Петербургской губернии издания 1922 года деревня называлась Замошье.
С 1923 года в составе Паневского сельсовета Волховского уезда.
С 1924 года в составе Братовищенского сельсовета.
Согласно данным переписи населения СССР 1926 года в деревне Замошье проживали 410 человек — все русские.
С 1927 года в составе Волховского района.
В 1928 году население деревни Замошье составляло 413 человек.
По данным 1933 года деревня Замошье являлась административным центром Братовищенского сельсовета, в который входили 6 населённых пунктов: деревни Бережки, Братовище, Замошье, Липняги, Наволок, Хотуча, общей численностью населения 1014 человек.

План деревни Замошье. 1941 год

Согласно топографической карте РККА 1941 года деревня насчитывала 73 двора. К северо-востоку от деревни проходила конно-деревянная дорога.
С 1954 года в составе Прусыногорского сельсовета.
В 1961 году население деревни Замошье составляло 94 человека.
По данным 1966, 1973 и 1990 годов деревня Замошье также входила в состав Прусыногорского сельсовета сельсовета.
В 1997 году в деревне Замошье Бережковской волости проживали 24 человека, в 2002 году — 16 человек (все русские).
В 2007 году в деревне Замошье Бережковского СП — 41 человек.

## География
Деревня расположена в южной части района на правом берегу реки Волхов. К востоку от деревни протекает река Сестра.
Через деревню проходит автодорога 41К-373 (Бережки — Заднево).
Расстояние до административного центра поселения — 1 км.
Расстояние до ближайшей железнодорожной станции Гостинополье — 13 км.

## Демография
| 1838 | 1862 | 1997 | 2002 | 2007 | 2010 | 2017 |
| ---- | ---- | ---- | ---- | ---- | ---- | ---- |
| 231  | ↗289 | ↘24  | ↘16  | ↗40  | ↗47  | ↗58  |

### Национальный состав
Согласно данным Всероссийской переписи населения 2021 года в деревне проживали 16 человек, все русские.

## Улицы
Зелёная, Придорожная.